# A szilícium izotópjai
A szilíciumnak (Si) számos ismert izotópja létezik, ezek tömegszáma a 22–44 tartományba esik. A 28Si (92,33%-os gyakoriság), a 29Si (4,67%), és a 30Si (3,1%) stabil izotópok. A 32Si radioaktív izotóp, argonból keletkezik a kozmikus sugárzás spallációs hatása révén. Felezési ideje körülbelül 170 év, és béta-bomlással (0,21 MeV) 32P-vé alakul (ennek felezési ideje 14,28 nap) , majd tovább bomlik 32S-re. A szilícium standard atömtömege 28,0855(3) u.

## Táblázat
| Az izotóp jele | Z(p)                | N(n)                | Az izotóp tömege (u) | felezési idő     | magspin | jellemző izotóp- összetétel (móltört) | természetes ingadozás (móltört) |
| Az izotóp jele | gerjesztési energia | gerjesztési energia | gerjesztési energia  | felezési idő     | magspin | jellemző izotóp- összetétel (móltört) | természetes ingadozás (móltört) |
| -------------- | ------------------- | ------------------- | -------------------- | ---------------- | ------- | ------------------------------------- | ------------------------------- |
| 22Si           | 14                  | 8                   | 22,03453(22)#        | 29(2) ms         | 0+      |                                       |                                 |
| 23Si           | 14                  | 9                   | 23,02552(21)#        | 42,3(4) ms       | 3/2+#   |                                       |                                 |
| 24Si           | 14                  | 10                  | 24,011546(21)        | 140(8) ms        | 0+      |                                       |                                 |
| 25Si           | 14                  | 11                  | 25,004106(11)        | 220(3) ms        | 5/2+    |                                       |                                 |
| 26Si           | 14                  | 12                  | 25,992330(3)         | 2,234(13) s      | 0+      |                                       |                                 |
| 27Si           | 14                  | 13                  | 26,98670491(16)      | 4,16(2) s        | 5/2+    |                                       |                                 |
| 28Si           | 14                  | 14                  | 27,9769265325(19)    | STABIL           | 0+      | 0,92223(19)                           | 0,92205–0,92241                 |
| 29Si           | 14                  | 15                  | 28,976494700(22)     | STABIL           | 1/2+    | 0,04685(8)                            | 0,04678–0,04692                 |
| 30Si           | 14                  | 16                  | 29,97377017(3)       | STABIL           | 0+      | 0,03092(11)                           | 0,03082–0,03102                 |
| 31Si           | 14                  | 17                  | 30,97536323(4)       | 157,3(3) perc    | 3/2+    |                                       |                                 |
| 32Si           | 14                  | 18                  | 31,97414808(5)       | 132(13) év       | 0+      |                                       |                                 |
| 33Si           | 14                  | 19                  | 32,978000(17)        | 6,18(18) s       | (3/2+)  |                                       |                                 |
| 34Si           | 14                  | 20                  | 33,978576(15)        | 2,77(20) s       | 0+      |                                       |                                 |
| 35Si           | 14                  | 21                  | 34,98458(4)          | 780(120) ms      | 7/2‒#   |                                       |                                 |
| 36Si           | 14                  | 22                  | 35,98660(13)         | 0,45(6) s        | 0+      |                                       |                                 |
| 37Si           | 14                  | 23                  | 36,99294(18)         | 90(60) ms        | (7/2‒)# |                                       |                                 |
| 38Si           | 14                  | 24                  | 37,99563(15)         | 90# ms [>1 µs]   | 0+      |                                       |                                 |
| 39Si           | 14                  | 25                  | 39,00207(36)         | 47,5(20) ms      | 7/2‒#   |                                       |                                 |
| 40Si           | 14                  | 26                  | 40,00587(60)         | 33,0(10) ms      | 0+      |                                       |                                 |
| 41Si           | 14                  | 27                  | 41,01456(198)        | 20,0(25) ms      | 7/2‒#   |                                       |                                 |
| 42Si           | 14                  | 28                  | 42,01979(54)#        | 13(4) ms         | 0+      |                                       |                                 |
| 43Si           | 14                  | 29                  | 43,02866(75)#        | 15# ms [>260 ns] | 3/2‒#   |                                       |                                 |
| 44Si           | 14                  | 30                  | 44,03526(86)#        | 10# ms           | 0+      |                                       |                                 |

## Fordítás
- Ez a szócikk részben vagy egészben  az   Isotopes of silicon című angol Wikipédia-szócikk ezen változatának fordításán alapul.  Az eredeti cikk szerkesztőit annak laptörténete sorolja fel. Ez a jelzés csupán a megfogalmazás eredetét és a szerzői jogokat jelzi, nem szolgál a cikkben szereplő információk forrásmegjelöléseként.